# Mysteriet på Greveholm – Grevens återkomst
Mysteriet på Greveholm – Grevens återkomst är på SVT:s julkalender 2012, och var en uppföljare till julkalendern Mysteriet på Greveholm från 1996. TV-serien skapades av Dan Zethraeus och Jesper Harrie, som även låg bakom originalet.
Den 6 juli 2012 publicerades den första trailern på julkalenderns Facebooksida.
År 2023 visade SVT serien i repris och hade samtidigt premiär för versioner av serien dubbade till tre av Sveriges minoritetsspråk; finska, meänkieli och romani.

## Handling
Julkalendern handlar om en ny familj som flyttar in på Greveholm slott. Handlingen utspelar sig sexton år efter handlingen i 1996 års julkalender. Familjen Olsson har nu flyttat ifrån slottet och lämnat spökena Jean och Staffan, som bott ensamma på Greveholm sedan dess. Slottet har under en tid stått förfallet. Men när en ny familj flyttar in på slottet blir spökena glada över att äntligen få lite sällskap. Spökena vill nämligen göra allt för att familjen ska trivas i sitt nya hem. Det visar sig dock snart att slottet ruvar på betydligt större hemligheter än vad någon tidigare trott.

## Rollista
- Saga Petersson − Saga
- Axel Paulander − Benny
- Sanna Persson Halapi − mamma Kicki
- Rikard Ulvshammar − pappa Stig
- Ivar Sandin − Frans
- Sven Ahlström − spöket Jean och Greven
- Pierre Lindstedt − spöket Staffan
- Peter Fridh − Leif Olsson
- Linn Bülow − Lillan Olsson
- Ana Gil de Melo Nascimento − Dioda
- Anna-Lena Bergelin − Astrid Olsson
- Gustaf Åkerblom − Ivar Olsson
- Hanna Malmberg − Melitta Olsson
- Keijo J. Salmela − tomtenisse
- Emma Molin − bergfrun
- Richard Turpin − riksmarskalken
- Anna Granath − Sagas lärare
- Isidor Torkar − Bennys lärare
- Sofie Nilsask − Ida
- Hilma Gudjonsdottir − Jonna
- Marcus Nemes Knowles − Elmer
- Selma Modéer Viking − tjej 1
- Arbenita Hyseni − tjej 2
- Christer Fuglesang − sig själv
- Knut Knutson − sig själv
- Klara Zimmergren − mäklaren
- Jörgen Thorsson − tjänsteman
- Sissela Benn − frisör

## Avsnitt
| Nr | Titel                   | Handling |
| -- | ----------------------- | --- |
| 1  | Slott till salu         | Familjen Söderlund åker till slottet Greveholm som är till salu. |
| 2  | Sprickan i muren        | Familjen flyttar in i Greveholm. Det drar kallt i slottet och Mamma Kicki hittar en spricka i slottets vägg som behöver lagas. Benny slår hål i väggen med en hammare och det gör att det börjar lukta äckligt i hela slottet. |
| 3  | Det mystiska hålet      | Saga bjuder hem sina klasskompisar Ida och Jonna för att bevisa att det finns spöken på slottet. Spökena hittar hålet som luktar och täpper till det med en lussekatt. |
| 4  | En ny vän               | Bennys råtta Peggy har rymt. Föräldrarna försöker laga hålet i väggen som det drar kallt ifrån och spökena hjälper i hemlighet till. |
| 5  | Läxhjälpen              | Varför har råttan Peggy plötsligt blivit så pigg? Saga och Benny funderar också på om det kan finnas något bakom hålet i väggen. Sagas klasskompis Frans får reda på spökhemligheten. |
| 6  | Den stinkande nöten     | Benny bestämmer sig för att undersöka den mystiska nöten. Den visar sig ha märkliga egenskaper. Senare knycker spökena nöten och Benny som blir rädd för spökena trillar ner för trappan men räddas i sista sekunden av spöket Staffan. |
| 7  | Den hemliga agenten     | Saga får ett obegripligt uppdrag av agent Glada Laxen. Kicki träffar Knut Knutsson från Antikrundan och blir glatt överraskad. |
| 8  | Rymdskrotet             | Saga och Frans upptäcker namnet Lillan Olsson som de bestämmer sig för att söka upp. Mamma Kicki letar klänningar som passar till hennes drottningkrona. |
| 9  | Grevens stoft           | Benny hittar stoft från greve Julius Von Dy. Riksmarskalken Gunnar Palmgren dyker upp och hävdar att Kickis krona tillhör hovet. Kicki försöker desperat få behålla den. |
| 10 | En mager modell         | Benny och Saga blir påkomna när de ska lämna tillbaka det lagade skelettet till skolan. Mamma Kicki tvingas betala för det och väljer att behålla det som en mannekäng till sin drottningklänning. |
| 11 | Av jord är du kommen    | Bennys ökenråtta Peggy dör av skräck när hon får se det levande skelettet och familjen begraver henne. När pappa Stig ska läsa för familjen ur den bok han håller på att skriva blir de avbrutna av att skelettet rullar förbi. Spökena Jean och Staffan upptäcker, att greven är tillbaka.                                                                      |
| 12 | Julegottis              | Jean och Staffan försöker förinta Greven men lyckas inget vidare. Saga gör ett nytt besök hos Lillan Olsson, den här gången med Benny istället för Frans. Lillans storebror Ivar råkar vara där också och det kommer fram att de vuxna syskonen har bott på Greveholm och att de små syskonen bor där.                                                           |
| 13 | Den rostiga rustningen  | På Lucia försöker Jean och Staffan skrämma bort familjen för att de inte ska råka ut för Greven. Ingen blir rädd - istället bestämmer sig Kicki för att annonsera efter spökutdrivare. |
| 14 | Spökutdrivaren          | Leif Olsson, Lillans och Ivars pappa, kommer till slottet och påstår sig vara spökutdrivare. I själva verket är hans avsikt att förhindra att någon riktig spökutdrivare kommer åt hans gamla vänner Jean och Staffan. |
| 15 | Ett sprattlande skelett | Saga, Benny och Frans följer spåren efter skelett-greven och upptäcker en stor hemlighet. Leif visar Stig sin senaste spökutrustning som består av två dammsugare. |
| 16 | Abissos                 | De tre upptäcktsresande barnen går ned till en gruva genom den öppna spisen. Nere i gruvan träffar de greven som de "hjälper". Leif utför en seans med en imponerad Kicki och en skeptisk Stig, men det hela går dåligt. Leif förklarar att spökena är rädda för en skelett-greve, med andra ord ett spöke. Kicki vill att Leif ska hitta och ta hand om greven. |
| 17 | Ägg i fara              | Saga, Benny och Frans hittar märkliga delar från en grip i ett rum nere i gruvan och inser vad Greven är ute efter. |
| 18 | Labyrinten              | Saga, Benny och Frans tar sig ned till grottorna under Greveholm på uppdrag av Dioda för att stoppa greven och hindra honom ifrån att hitta alla "ggä" (som Dioda kallar dem). Ovan jord blir Stig svartsjuk på Leif som beundras av Kicki. |
| 19 | Skelettfällan           | Saga, Benny och Frans försöker komma på hur de ska ta sig över sjön för att hinna ikapp Greven och rädda Diodas ggä. Leif demonstrerar skelettfällan. Stig tror inte den fungerar och bestämmer sig för att prova den själv. |
| 20 | Äggroten                | Greven spränger sig förbi alla hinder som Diodas folk skapat. Hans brutala framfart gör att grottan börjar rasa. Saga, Benny och Frans försöker rädda Diodas ägg innan allt kollapsar. Jean vill hjälpa barnen men springer vilse i grottan och möter en vacker bergfru.                                                                                         |
| 21 | Tankemössan             | Saga, Benny och Frans sitter fast i grottan medan Greven flyr upp med Diodas alla ägg. Stig tror sig ha bevis för att Leif är en bluff men frågan är om spöken fastnar på film. Allt ställs på sin spets när Leifs fru Astrid gör entre. |
| 22 | Garm kommer             | Greven har lyckats skapa ett monster. Nu vill han ha resten av Diodas ägg för att bygga en hel armé. Jean och Staffan vaktar bakom barrikaderna. Barnen rustar för strid. Hur skyddar man sig mot en grip? |
| 23 | Prinsessan Dioda        | En raket från rymden landar framför slottet. Dioda och hennes tjänare har kommit för att hämta sina ägg. Greven friar återigen till Dioda. Kicki och Stig håller spökena Jean och Staffan instängda i ett kylskåp. |
| 24 | En riktigt god jul      | Lillan (Olsson), Saga, Benny, Frans och Dioda beger sig ut till rymden för att rensa bort rymdskroten och hjälpa tomten. Nere på jorden kommer hela familjen Olsson på besök på Greveholm. |

## Papperskalendern
Årets papperskalender ritades av Peter Nyrell och föreställer Saga, Benny och Frans i en underjordisk grotta med slottet Greveholm i bakgrunden till höger över jord. Papperskalenderns baksida utgör reklam för mobilspelet Sprak och de mystiska kristallerna som fanns att ladda ner från SVT:s hemsida.

## Debatt
Julkalendern har blivit kritiserad för sina inslag av ockultism och har sedan premiären blivit anmäld ett antal gånger till Granskningsnämnden. Kyrkoherden vid Sankta Anna katolska församling i Nyköping, Zbigniew Golebiewski, såg leken anden i glaset som en möjlig inkörsport till spiritism och det ockulta. Petter Bragée, som var ansvarig utgivare för SVT Malmö, var förvånad över kritiken, beklagade att tittare var upprörda och svarade att han inte tyckte att man lärt barn leka med det ockulta. Även manusförfattaren och regissören Dan Zethraeus blev överraskad av kritiken och betvivlade att anmälningarna skulle leda vidare.

## TV-spel
- Sprak och de mystiska kristallerna (släpptes 1 december 2012 på Barnkanalens hemsida) Utvecklat av Paregos mediadesign AB.[5]

### Fotnoter
1. ↑  ”Adventskalender julkalender”. digitaltmuseum.se. https://digitaltmuseum.se/0210213434575/adventskalender-julkalender. Läst 4 oktober 2023.
2. 1 2  "SVT:s julkalender anmäls: Den indoktrinerar barn", Aftonbladet, läst 6 december 2012
3. ↑  "Julkalendern anmäld för ockultism", Dagens Nyheter, läst 7 december 2012
4. ↑  ”Katolska kyrkoherden varnar för julkalendern”. www.aftonbladet.se. 29 november 2012. https://www.aftonbladet.se/a/OnWELV. Läst 25 maj 2024.
5. ↑  ”Paregos - Välkommen”. www.paregos.se. https://www.paregos.se/. Läst 4 oktober 2023.